# Ozjasz Abras
Ozjasz Joszua Abras (ur. 1820 w Brodach, zm. 25 listopada 1896  w Odessie) – żydowski śpiewak, baryton, kantor, kompozytor muzyki religijnej.

## Życiorys
Od około 1828 roku śpiewał w chórach u różnych kantorów: Modla w Wielkiej Synagodze Przedmiejskiej we Lwowie, Becalela Odessera, z którym jeździł po różnych miastach południowej Rosji. Kształcił się przez pewien czas pod kierunkiem Salomona Sulzera w Wiedniu oraz Ferenca Liszta w Weimarze. W latach 1840–1842 był kantorem w Synagodze Perla w Tarnopolu. W 1842 roku przeniósł się do Lwowa. W latach 1844 –1860 był tam kantorem w Synagodze Postępowej Templum przy Starym Rynku. 28 kwietnia 1844 roku pierwszy kantor lwowskiego Templu, Ozjasz Abras podpisał umowę z zarządem Stowarzyszenia Postępowego, w której zobowiązał się do skompletowania chóru synagogalnego. Był to prawdopodobnie pierwszy taki chór w Galicji. Uczył też śpiewu w Niemiecko-Żydowskiej Publicznej Szkole Głównej we Lwowie. W 1860 roku przeniósł się do Odessy i został kantorem w Synagodze Miejskiej. Ogłosił drukiem Zimrat-Jah. Gottesdienstliche Gesänge der Israeliten (Wien 1874) opracowane na głos kantora z towarzyszeniem chóru.
5 sierpnia 1876 roku wziął udział w nabożeństwie w Synagodze Rejchmana przy ul. Nowolipki 30 w Warszawie, a kilka dni później dał koncert w domu modlitwy w Pałacu Lubomirskich wraz z warszawskimi kantorami Grützhändlerem i Weishofem.
Jego kompozycje są do chwili obecnej wykonywane na festiwalach, m.in. na Festiwalu 4 Tradycji w Krakowie, Festiwalu Psalmów Dawidowych „Honorując Sprawiedliwych”.